# Geraldine Hoff
Geraldine Hoff Doyle (Inkster (Michigan), 31 de juliol de 1924 - Lansing (Michigan), 26 de desembre de 2010) fou una treballadora del metall la Segona Guerra Mundial que durant uns anys es va creure que havia estat la model del cartell "We Can Do It!", un personatge icònic de la Segona Guerra Mundial caracteritzada com a Rosie the Riveter (Rosie la rebladora), una icona cultural dels Estats Units que representa les dones que treballaren en la indústria de guerra. El 2011 es va demostrar que la model real del poster era Naomi Parker.

## Biografia
El pare de Geraldine Hoff es deia Cornelious i era un electricista que morí de pneumònia quan ella tenia 10 anys. La seva mare, Augusta, era una compositora amb escoliosi.
Després de graduar-se a l'institut d'Ann Arbor (Michigan, el 1942 Hoff va trobar feina com a premsadora de metall a la fàbrica American Broach & Machine Co. d'Ann Arbor. Mentre els homes es començaven a allistar i ser reclutats en el servei militar per la Segona Guerra Mundial, les dones van començar a recolzar l'esforç de guerra, prenent els seus rols, incloent el treball de fàbrica, que abans es considerava només per a homes.
Com que era violoncel·lista, Hoff temia una lesió a la mà del metall de les màquines de premsat i per això va marxar de la fàbrica després d'haver treballat durant només un parell de setmanes. Durant un breu període va treballar-hi un fotògraf de la United Press International, que va fer una foto, retocada per l'artista gràfic J. Howard Miller, mentre treballava per al comitè de postproducció de la guerra de la Westinghouse Electric, es va convertir en la base del pòster "We Can Do It!" que va fer Miller durant una campanya en contra de l'absentisme i de la vaga a Westinghouse, que va esdevenir conegut en la dècada de 1980, quan va començar a ser utilitzat per a fer crides a la igualtat de les dones en el món del treball.
Poc després de deixar la feina com premsadora de metall, Geraldine Hoff va conèixer i es va casar amb el dentista Leo Doyle el 1943. La parella va tenir sis fills (un fill, Gary, va morir el 1980) i van romandre casats fins a la seva mort al febrer de 2010.
Doyle no sabia que havia pogut ser la model del cartell "We Can Do It!" fins al 1984, quan va veure que en un article de la revista Modern Maturity apareixia una foto d'ella relacionada amb el pòster, que ella no havia vist mai abans. La fotografia original es va utilitzar com a imatge de portada pel llibre The Patriotic Tide: 1940-1950 publicat el 1986. El personatge de Rosie la rebladora, basat en Doyle i altres dones de la Segona Guerra Mundial que treballaven a les fàbriques, amb l'objectiu de per recolzar l'esforç de guerra, segueix sent una icona i va aparèixer en un segell de correus 1999, com a part d'una sèrie de la Segona Guerra Mundial produïda pel servei de correus dels Estats Units.
Geraldine Hoff Doyle va morir el 26 de desembre de 2010 a Lansing, com a resultat de les complicacions d'una artritis severa, quan tenia 86 anys. Ella va ser sobreviuen els seus cinc fills, divuit nets i vint besnets.